# Flor do Desejo
Flor do Desejo é um filme brasileiro de 1984, do gênero erótico, escrito e dirigido por Guilherme de Almeida Prado, baseado no conto "Sabrina de trotoar e de tacape", de Roberto Gomes.

## Sinopse
Em 1981 Guilherme estreou como diretor no filme As Taras de Todos Nós. Porém considera Flor do Desejo sua estreia para valer. Este "primeiro" filme de Guilherme de Almeida Prado, repleto de citações, conta a história de Sabrina (Imara Reis), uma prostituta, que busca a felicidade de modo realista. Gato (Caíque Ferreira), que é estivador e amante de Sabrina, mata um policial e ela o protege. Em busca de subir na vida, Sabrina utiliza o jovem como testa-de-ferro, mas, quando seus planos começam a ter progresso, a dona de um cabaré faz a denúncia do assassinato do policial.

## Elenco
- Imara Reis... Sabrina
- Caíque Ferreira... Gato
- Tamara Taxman... Lady
- Cida Moreyra... Teresa
- Raymundo de Souza... Tigre
- Luiz Carlos Arutim... Manoel
- Mário Benvenutti... Fulam
- Matilde Mastrangi... Odete
- Walter Breda... Leão
- Sérgio Hingst... Fritz
- Armando Tiraboschi
- Premeditando o Breque
- Roberto Miranda... policial
- Alvamar Taddei... Ligia
- Adilson Barros
- Renée Casemart
- Raimundo Matos
- Salete Fracaroli
- Delta Araújo
- Bambini Neto
- Nancy Galvão
- Dino Arino
- Guilherme Abrahão
- Maristela Moreno ... Narina
- Lêda Amaral ... Cleonice
- Letícia Imbassahy ... entrevistadora

## Prêmios e indicações
- Festival de Brasília (1984)

Vencedor (troféu Candango) na categoria melhor atriz coadjuvante (Cida Moreyra)
- Festival de Gramado (1984)

Indicado na categoria melhor filme
- Festival de Caxambu (1984)

'Vencedor na categoria melhor atriz (Imara Reis)